# Una ragazza allarmante (film 1939)
Una ragazza allarmante (Good Girls Go to Paris) è un film del 1939, diretto da Alexander Hall.